# Anthony Steffen
Anthony Steffen, pseudonimo di Antonio Luiz de Teffé Von Hoonholtz (Roma, 21 luglio 1930 – Rio de Janeiro, 4 giugno 2004), è stato un attore italiano con cittadinanza brasiliana.
Nella sua carriera interpretò oltre sessanta film, lavorando saltuariamente anche come sceneggiatore ed aiuto regista. È principalmente ricordato per i ruoli interpretati negli spaghetti western, come Django e Ringo.

## Biografia
Nato nell'ambasciata brasiliana in Italia, a Palazzo Pamphilj, era figlio dell'ambasciatore Manuel de Teffé, pilota di corse automobilistiche e fondatore del circuito di Gávea, e dell'italiana Wanda Barbini, entrambi di nobile famiglia. Era il pronipote del barone de Teffé, pronipote del conte von Hoonholtz, nipote dell'ambasciatore Oscar de Teffé von Hoonholtz, pronipote del comandante Manuel Antonio da Costa Pereira (fondatore della fabbrica di tessuti Bangu), pronipote del secondo barone di Javari e nipote di Nair de Teffé, ex first lady del Brasile, moglie del maresciallo Hermes da Fonseca, considerata la prima donna caricaturista al mondo.
A vent'anni iniziò a lavorare nel cinema e partecipò a numerosi film del cosiddetto genere spaghetti western, in produzioni sia italiane che americane. Recitò accanto a Sophia Loren, Gina Lollobrigida, Claudia Cardinale, Elke Sommer, Giuliano Gemma, Franco Nero, Clint Eastwood, Gian Maria Volonté, tra le altre star del cinema europeo e americano. Allontanatosi dalla recitazione, fu protagonista del jet set internazionale. Negli anni '80 tornò in Brasile, scegliendo come città di residenza Rio de Janeiro: nell'ultimo decennio visse in un attico a Leblon, dove morì nel 2004. 

## Filmografia parziale

### Attore

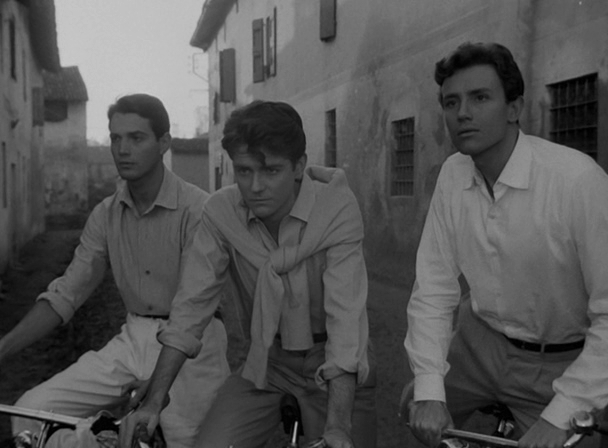
Nel film Gli sbandati (1955) il primo a destra

- Le diciottenni, regia di Mario Mattoli (1955)
- Gli sbandati, regia di Citto Maselli (1955)
- Beatrice Cenci, regia di Riccardo Freda (1956)
- La trovatella di Pompei, regia di Giacomo Gentilomo (1957)
- Città di notte, regia di Leopoldo Trieste (1958)
- Afrodite, dea dell'amore, regia di Mario Bonnard (1958)
- I cavalieri del diavolo, regia di Siro Marcellini (1959)
- Solitudine, regia di Renato Polselli (1961)
- Sodoma e Gomorra, regia di Robert Aldrich (1962)
- Ultimatum alla vita, regia di Renato Polselli (1962)
- La cieca di Sorrento, regia di Nick Nostro (1963)
- Avventura al motel, regia di Renato Polselli (1963)
- Gli invincibili fratelli Maciste, regia di Roberto Mauri (1964)
- La valle delle ombre rosse, regia di Harald Reinl (1965)
- Gli amanti latini, regia di Mario Costa (1965)
- I figli del leopardo, regia di Sergio Corbucci (1965)
- Una bara per lo sceriffo, regia di Mario Caiano (1965)
- Perché uccidi ancora, regia di Edoardo Mulargia e José Antonio de la Loma (1965)
- Un angelo per Satana, regia di Camillo Mastrocinque (1966)
- 7 dollari sul rosso, regia di Albert Cardiff (1966)
- Pochi dollari per Django, regia di León Klimovsky (1966)
- 1000 dollari sul nero, regia di Albert Cardiff (1966)
- Ringo, il volto della vendetta, regia di Mario Caiano (1967)
- Killer Kid, regia di Leopoldo Savona (1967)
- Gentleman Jo... uccidi, regia di Giorgio Stegani (1967)
- Un treno per Durango, regia di Mario Caiano (1968)
- Il pistolero segnato da Dio, regia di Giorgio Ferroni (1968)
- I morti non si contano (Quién grita venganza?), regia di Rafael Romero Marchent (1968)
- Una lunga fila di croci, regia di Sergio Garrone (1968)
- Il suo nome gridava vendetta, regia di Mario Caiano (1968)
- Uno straniero a Paso Bravo, regia di Salvatore Rosso (1968)
- Django il bastardo, regia di Sergio Garrone (1969)
- Garringo, regia di Rafael Romero Marchent (1969)
- Arizona si scatenò... e li fece fuori tutti, regia di Sergio Martino (1970)
- Arriva Sabata!..., regia di Tulio Demicheli (1970)
- Un uomo chiamato Apocalisse Joe, regia di Leopoldo Savona (1970)
- Shango, la pistola infallibile, regia di Edoardo Mulargia (1970)
- W Django!, regia di Edoardo Mulargia (1971)
- La notte che Evelyn uscì dalla tomba, regia di Emilio P. Miraglia (1971)
- Al tropico del cancro, regia di Giampaolo Lomi ed Edoardo Mulargia (1972)
- 7 scialli di seta gialla, regia di Sergio Pastore (1972)
- Lo credevano uno stinco di santo, regia di Juan Bosch (1972)
- Il mio nome è Scopone e faccio sempre cappotto, regia di Juan Bosch (1972)
- Tequila! (Uno, dos, tres... dispara otra vez), regia di Tulio Demicheli (1973)
- Sedici anni, regia di Tiziano Longo (1973)
- La padrina, regia di Giuseppe Vari (1973)
- Gli assassini sono nostri ospiti, regia di Vincenzo Rigo (1974)
- Quel ficcanaso dell'ispettore Lawrence, regia di Juan Bosch (1974)
- Malocchio, regia di Mario Siciliano (1975)
- Roma, l'altra faccia della violenza, regia di Marino Girolami (1976)
- Killer Fish - L'agguato sul fondo, regia di Antonio Margheriti (1979)
- Play Motel, regia di Mario Gariazzo (1979)
- Femmine infernali, regia di Edoardo Mulargia (1980)
- L'amante di Lady Chatterley, regia di Frank De Niro (1991)

### Sceneggiatore
- Django il bastardo, regia di Sergio Garrone (1969)
- Shango, la pistola infallibile, regia di Edoardo Mulargia (1970)

### Aiuto regista
- Cento anni d'amore, regia di Lionello De Felice (1954)

### Produttore
- Django il bastardo, regia di Sergio Garrone (1969)

## Doppiatori italiani
- Pino Locchi in Le diciottenni, Beatrice Cenci, La cieca di Sorrento, 1000 dollari sul nero, Killer Kid, Il pistolero segnato da Dio, I morti non si contano, Il suo nome gridava vendetta, Uno straniero a Paso Bravo, Django il bastardo, W Django!, Play Motel
- Sergio Graziani in Sodoma e Gomorra, Gli amanti latini, Arizona si scatenò... e li fece fuori tutti, Al tropico del cancro, Sette scialli di seta gialla, Il mio nome è Scopone e faccio sempre cappotto
- Giuseppe Rinaldi in La trovatella di Pompei, I cavalieri del diavolo, Gentleman Jo... uccidi, Un treno per Durango, Roma, l'altra faccia della violenza
- Paolo Ferrari in Città di notte, Afrodite, dea dell'amore, Una bara per lo sceriffo
- Pino Colizzi in Avventura al motel, Tequila!, Quel ficcanaso dell'ispettore Lawrence
- Nando Gazzolo in 7 dollari sul rosso, Lo credevano uno stinco di santo
- Giancarlo Maestri in Un angelo per Satana, Pochi dollari per Django
- Luciano De Ambrosis in Arriva Sabata!, Killer Fish - L'agguato sul fondo
- Silvano Tranquilli in Ringo, il volto della vendetta
- Michele Kalamera in Un uomo chiamato Apocalisse Joe
- Giacomo Piperno in Malocchio
- Renato Izzo in Gli invincibili fratelli Maciste
- Adalberto Maria Merli in Perché uccidi ancora?
- Riccardo Cucciolla in Solitudine
- Pierangelo Civera in Sedici anni